# Magne Orre
Magne Orre (nascido em 16 de abril de 1950) é um ex-ciclista norueguês de ciclismo de estrada.
Competiu nos Jogos Olímpicos de Verão de 1972 em Munique, onde terminou na quinta posição nos 100 km contrarrelógio por equipes com a equipe norueguesa, que consistiu de Knut Knudsen, Thorleif Andresen, Arve Haugen e Orre. Também competiu nos Jogos Olímpicos de Verão de 1976 em Montreal, onde a equipe norueguesa terminou em oitavo. Venceu, em 1976, o Campeonato da Noruega de Ciclismo em Estrada.